# معركة السيدارس
كانت معركة السيدارس (بالفرنسية: Bataille des Cèdres)‏ عبارة عن سلسلة من المواجهات العسكرية في أوائل حرب الاستقلال الأمريكية خلال غزو الجيش القاري لكندا التي بدأت في سبتمبر 1775. وقعت المناوشات، التي اشتملت على قتال محدود، في مايو 1776 في وحول منطقة السيدارس، على بعد 45 كم (28 ميل) غرب مونتريال، أمريكا الشمالية البريطانية. كانت وحدات الجيش القاري تعارضها قوة صغيرة من القوات البريطانية تقود قوة أكبر من الهنود (في المقام الأول الإيروكوي) والميليشيا.
وكان البريجادير جنرال بينيديكت أرنولد، الذي يقود الحامية العسكرية الأمريكية في مونتريال، قد وضع مفرزة من قواته في منطقة الأرز في أبريل 1776، بعد سماع شائعات عن استعدادات عسكرية بريطانية وهندية إلى غرب مونتريال. استسلمت الحامية في 19 مايو بعد مواجهة مع قوة مشتركة من القوات البريطانية والهندية بقيادة الكابتن جورج فورستر. تم القبض أيضا على التعزيزات الأمريكية في طريقهم إلى الأرز بعد مناوشات قصيرة في 20 مايو. تم إطلاق سراح جميع الأسرى في نهاية المطاف بعد مفاوضات بين فورستر وأرنولد، الذي كان يجلب قوة كبيرة في المنطقة. تطلبت شروط الاتفاقية من الأمريكيين إطلاق سراح عدد مساو من السجناء البريطانيين، لكن تم إلغاء الصفقة من قبل الكونجرس القاري الثاني، ولم يتم إطلاق سراح أي سجين بريطاني.
تم محاكمة الكولونيل تيموثي بيديل والملازم إسحاق بترفيلد، قادة القوات الأمريكية في الأرز، وأودعوا الأموال من الجيش القاري لدورهم في القضية. بعد تمييز نفسه كمتطوع، أعطيت بيدل عمولة جديدة في عام 1777. وتضمنت أخبار هذه القضية تضخماً كبيراً في التقارير عن الخسائر البشرية، وكثيراً ما شملت روايات زائفة لكن خاطئة عن الفظائع التي ارتكبها الإيروكوا، الذين شكلوا غالبية القوات البريطانية. .

## الخلفية
[[Les Cèdres، Quebec | السيدارس أو ليس سيدريس (كيبك) تقع على الشاطئ الشمالي نهر سانت لورانس، حوالي 45 كيلومتر (28 ميل) من مركز مونتريال، إلى جنوب غرب الطرف الغربي من جزيرة مونتريال والتي يفصل بينها نهر أوتاوا. تطلب منحدرات النهر القريبة في سانت لورانس إلى وسائل نقل، مما يجعل من السيدارس نقطة هبوط إستراتيجية لأي شخص يتجول في النهر من وإلى مونتريال. تم إجراء عبور لنهر أوتاوا بين فورت آن وكوينز-تشينز،  والان فودرويدوريون (كيبك).

### مونتريال
في سبتمبر عام 1775، في أوائل الحرب الثورية الأمريكية، فإن الجيش القاري، تحت إشراف اللواء فيليب شويلر وبعد ذلك العميد ريتشارد مونتغومري، غزوا مقاطعة كيبك البريطانية. أُخذت مونتريال دون قتال في 13 تشرين الثاني / نوفمبر، بعد حصار قلعة سان جان. ترك مونتغومري حامية من القوات تحت قيادة اللواء ديفيد ووستر والمسيطرة على مونتريال قبل قيادة بقية الجيش كيبيك سيتي. كان احتلال مونتريال ضعيف الإدارة، وقد تدهورت العلاقات بين الأمريكيين والسكان، بما في ذلك أولئك الذين يدعمون الأميركيين، لعدة أسباب. أحد العوامل الرئيسية التي ساهمت في ضعف العلاقات كان الحظر الأمريكي للتجارة مع السكان الهنود في الجزء العلوي من سانت لورانس والبحيرات العظمى، حيث يمكن استخدام السلع التجارية لدعم الحاميات البريطانية في تلك المناطق. كانت تجارة الفراء مهمة اقتصاديًا للمدينة، وقد أثر انقطاعها على مؤيدي ومعارضي القضية الأمريكية.

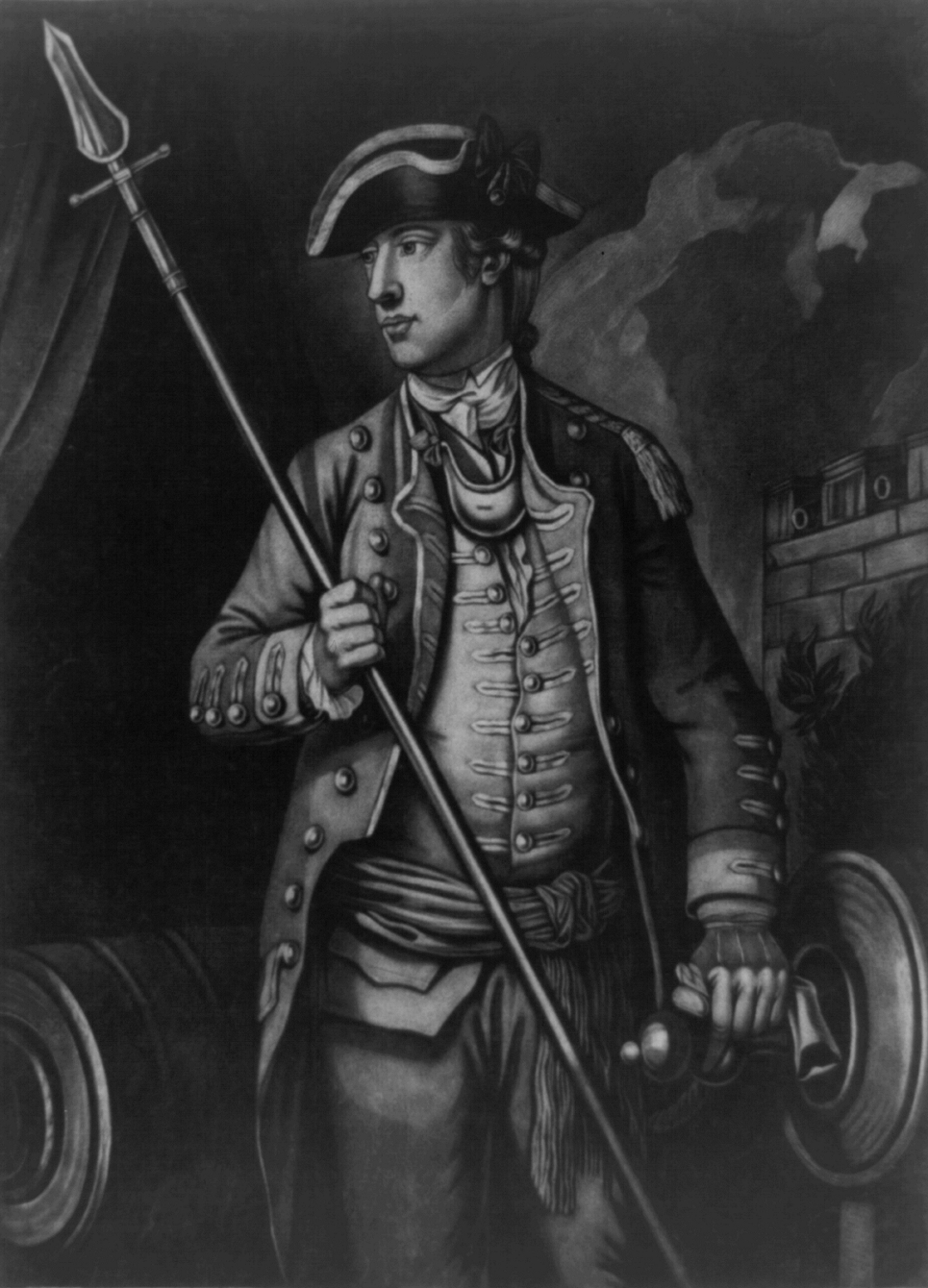
Major General David Wooster

بعد الخسائر الأمريكية في معركة كيبيك في نهاية عام 1775، قاد ديفيد ووستر في النهاية التعزيزات إلى كيبك. وصل في وقت مبكر من أبريل 1776، وإنتقلت الإدارة العسكرية لمونتريال بصورة مؤقتة إلى العقيد موسس هازن قبل النتقال إلى البريجادير جنرال بينيديكت أرنولد، الذي كان في قيادة كيبك. بلغ عدد القوات الأمريكية التي تحتل المدينة حوالي 500، مع قوات إضافية في مواقع خارج المدينة. كان ووستر قد أبلغ الجنرال شويلر في وقت مبكر من 5 مارس عن تكوّن الشائعات بين القوات البريطانية والهنود إلى غرب المدينة. رداً على هذه التقارير المقلقة، بالإضافة إلى الخروج غير المصرح به من اثنين من تجار الفرو وكلود دي لوريمير، وهو وكيل بريطاني هندي من مونتريال، أرسل هازن 400 من القوات بقيادة الكولونيل تيموثي بيديل من بيدل فوج لاحتلال موقع استراتيجي في السيدارس في أوائل شهر أبريل. قاد الملازم إسحاق باترفيلد قوة متقدمة وصلت إلى السيدارس في 26 أبريل وبدأت في بناء حصن خشبي، وحصنه بمدفعين من أربعة أرطال. وصل بيديل وبقية الكتيبة يوم 6 مايو.